# Pimiento de Arnoia

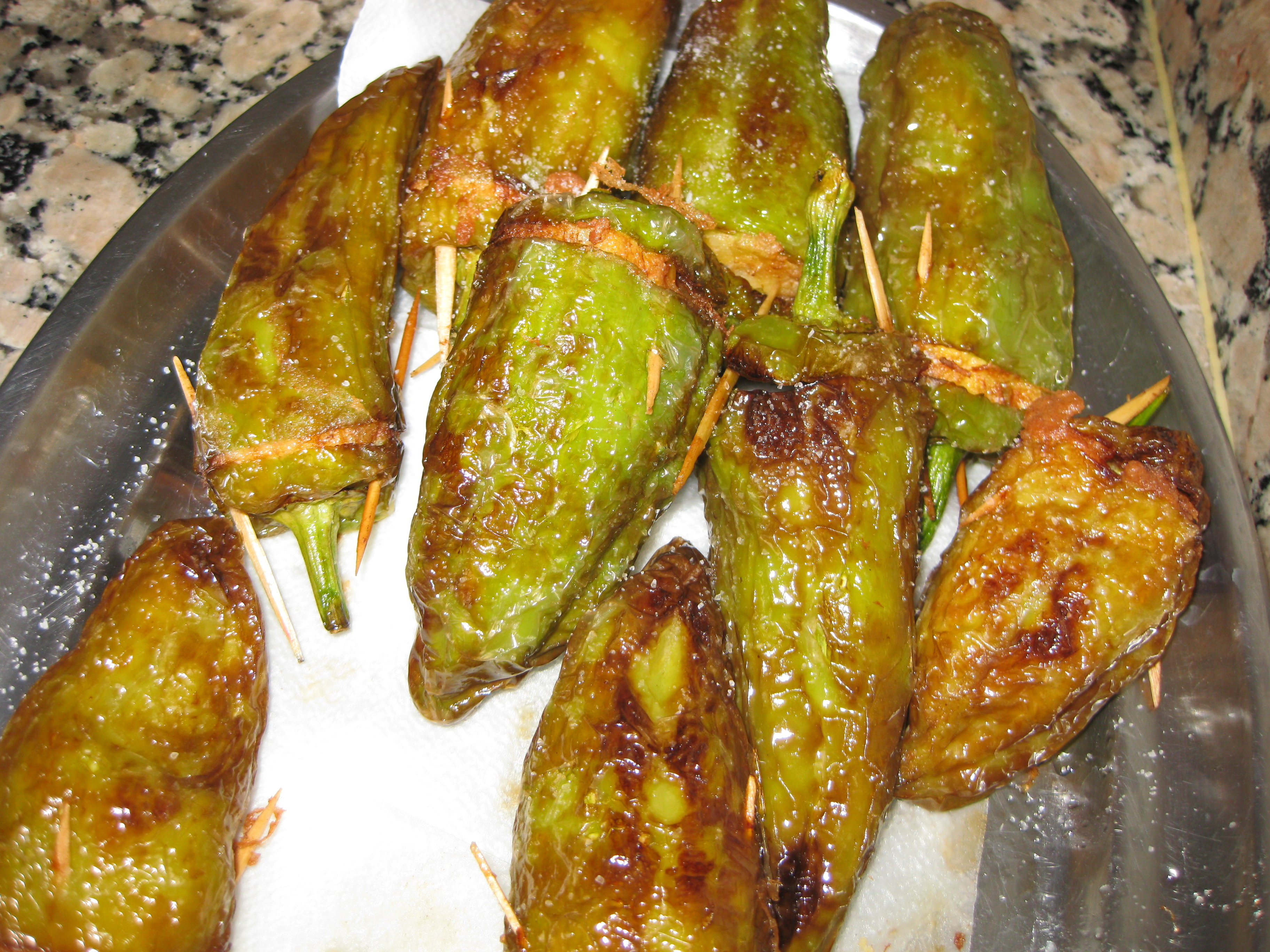
Pimientos de Arnoia rellenos de tortilla.

El pimiento de Arnoia es una variedad de pimiento (Capsicum annuum L.) denominación de origen protegido, originaria del ayuntamiento orensano de Arnoya y cultivada principalmente al largo de la comarca del Ribeiro. Una cooperativa comenzó a comercializarlos en el año 1969, y aprovechando la concentración de la oferta, se celebra desde entonces la Fiesta del pimiento de Arnoya, declarada de interés turístico, a primer fin de semana (de jueves a domingo) del mes de agosto.

## Zona geográfica
La zona de producción coincide con la de acondicionamiento y envasado, estando constituida por el término municipal de la Arnoya y por la parroquia de Meréns, perteneciente al ayuntamiento de Cortegada. La calidad del producto está evaluada por un consejo regulador provisorio, presidido por Rodrigo Aparicio Santamaría.

## Tradición culinaria
Gracias a su tamaño, aunque pueden servir de acompañamiento en cualquier plato, asados, pelados o fritos en la sartén, admiten rellenos de diversas mezclas.

### Otros artículos
- Gastronomía de Galicia

- Datos: Q12397453